# Enrique Pla y Deniel

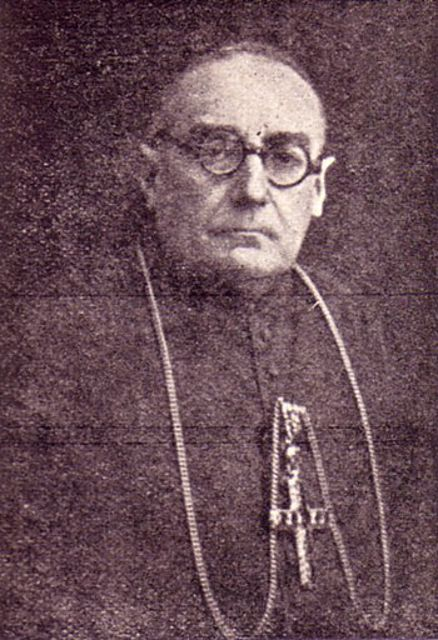
Erzbischof Enrique Pla y Deniel (ca. 1944)

Kardinalswappen

Enrique Kardinal Pla y Deniel (* 19. Dezember 1876 in Barcelona, Spanien; † 5. Juli 1968 in Toledo) war Erzbischof von Toledo. Seine Ernennung fiel in die Zeit des Spanischen Bürgerkriegs, in dem er sich als leidenschaftlicher Anhänger Francisco Francos erwies.

## Kirchliche Laufbahn
Enrique Pla y Deniel studierte nach seiner Schulzeit in Barcelona und Rom, als Seminarist am Päpstlichen Spanischen Kolleg St. Joseph, die Fächer Katholische Theologie und Philosophie. Er empfing am 25. Juli 1900 das Sakrament der Priesterweihe und arbeitete nach Abschluss weiterführender Studien ab 1903 im Erzbistum Barcelona als Gemeindeseelsorger, Dozent in der Priesterausbildung und Journalist.
Papst Benedikt XV. ernannte ihn 1918 zum Bischof von Ávila. Die Bischofsweihe spendete ihm der Apostolische Nuntius in Spanien, Erzbischof Francesco Ragonesi, am 8. Juni 1919. Papst Pius XI. übertrug ihm 1935 die Leitung des Bistums Salamanca. Pius XII. betraute Enrique Pla y Deniel im Jahre 1941 mit der Leitung des Erzbistums Toledo.
Papst Pius XII. nahm ihn am 18. Februar 1946 als Kardinalpriester mit der Titelkirche San Pietro in Montorio in das Kardinalskollegium auf. Zugleich wurde er mit der Collane des Ordens de Isabel la Católica ausgezeichnet. Enrique Pla y Deniel nahm sowohl 1958 als auch 1963 am Konklave und in den Jahren 1962 bis 1965 am Zweiten Vatikanischen Konzil teil. Von 1958 bis 1966 war er Vorsitzender der Spanischen Bischofskonferenz. Er starb am 5. Juli 1968 in Toledo und wurde in der dortigen Kathedrale Santa María de la Asunción bestattet.

## Beteiligung an Krieg und Diktatur
Während des Spanischen Bürgerkriegs unterstützte Enrique Pla y Deniel die Nationalbewegung des putschenden Generals Francisco Franco. Er war ein Gegner der Zweiten Republik. Am 30. September 1936 bot er Franco seinen Palast in Salamanca als Hauptquartier an. In einem gleichentags veröffentlichten Hirtenbrief griff er die Politik der linken Regierung scharf an und bezeichnete den nationalistischen Überfall Francos als „himmlischen Staat der Kinder Gottes“, im Sinne des augustinischen De civitate Dei. Sein Vorgesetzter, der Primas von Spanien, Erzbischof Isidoro Kardinal Gomá y Tomás, segnete diese Zusammenarbeit am 24. November 1936 mit seinem Hirtenbrief ab.
Zwei Monate nach Kriegsende lud Pla y Deniel die spanischen Erzbischöfe nach Toledo ein, wo diese die Möglichkeiten einer aus Sicht der Kirche geeigneten Machtteilhabe erörterten, die einen geringen Machtumfang für die faschistische Falange vorsah. Ein entsprechender Hirtenbrief wurde im September 1939 auf Druck des Innenministers nicht veröffentlicht. Er sah es im Mai 1942 als erwiesen an, dass der franquistische Staat „die katholische Einheit Spaniens wiederhergestellt“ habe. Im August 1945 veröffentlichte er einen weiteren Hirtenbrief, in dem er sich als leidenschaftlicher Anhänger der Diktatur zeigte und im Februar 1946 stellte er bei einer Versammlung der obersten Kirchenhierarchie im Rom den Krieg der spanischen Nationalisten als einen aus seiner Sicht echten „Kreuzzug“ dar.
1960 trat er erneut politisch in Erscheinung und verlangte eine polizeiliche Schonung der von ihm geförderten katholischen Gewerkschaften Hermandad Obrera de Acción Católica (HOAC) und Juventud Obrera Católica (JOC), mit denen er das Ziel verfolgte, die wachsende Mobilisierungskraft von linken Gewerkschaften, hauptsächlich im Norden des Landes, zu brechen.